# Kim Son-hyang
Kim Son-hyang (kor. 김선향 ;ur. 9 kwietnia 1997) – północnokoreańska zapaśniczka walcząca w stylu wolnym. Brązowa medalistka mistrzostw świata w 2017 roku.
Srebrna medalistka igrzysk azjatyckich w 2022 i brązowa w 2018. Wicemistrzyni Azji w 2017. Triumfatorka igrzysk młodzieży w 2014 roku.